# Neostylopyga nossibei
Neostylopyga nossibei es una especie de cucaracha del género Neostylopyga, familia Blattidae.

## Distribución
Esta especie se encuentra en Madagascar (isla Nosy Be).